# Dündar, Akıncılar
Dündar là một xã thuộc huyện Akıncılar, tỉnh Sivas, Thổ Nhĩ Kỳ. Dân số thời điểm năm 2011 là 46 người.